# قسم صحرا الريفي (مقاطعة بردسكن)
قسم صحرا الريفي (بالفارسية: دهستان صحرا) هي منطقة ريفية تقع في إيران في خراسان رضوي. يقدر عدد سكانها بـ 7,916 نسمة .